# Gebirgsjägerbrigade 23
Die Gebirgsjägerbrigade 23 „Bayern“ (GebJgBrig 23) ist eine Brigade des Heeres der Bundeswehr. Sie wurde 1956 aufgestellt, hat ca. 4.000 Soldaten, untersteht der Division Schnelle Kräfte und bildet den Kern der Gebirgstruppe. Der Stab ist in der Hochstaufen-Kaserne in Bad Reichenhall. Weitere Standorte sind Bischofswiesen und Mittenwald.

## Auftrag
Die Brigade führt im multinationalen Rahmen Operationen im gesamten Intensitätsspektrum durch und ist besonders befähigt für den Einsatz im schwierigsten Gelände und unter extremen Klima- und Witterungsbedingungen. Dabei ist das Gebirge als wertvolles Ausbildungsmittel Grundlage und Voraussetzung für das Erreichen und den Erhalt dieser besonderen Befähigung. Einsatzschwerpunkt ist der Kampf im Gebirge und Hochgebirge sowie im arktischen Gelände und der Wüste.

## Abzeichen
Die Soldaten tragen als Ärmel- und Mützenabzeichen das Edelweiß als traditionelles Zeichen der Gebirgstruppen, das zunächst ab 1907 nur der k.k. Gebirgstruppe der österreichisch-ungarischen Armee als Waffengattungszeichen diente, im Oktober 1915 aber durch den Kommandierenden General der österreichischen Südwestfront, Erzherzog Eugen, im Hotel Elefant in Brixen auch dem deutschen Alpenkorps als Abzeichen in Anerkennung seiner Leistung zur Abwehr der italienischen Offensiven im österreichisch-ungarischen Alpenraum zuerkannt wurde. Ein gotisches Wappen, wie es die anderen Brigaden des Heeres tragen, ist der Gebirgsjägerbrigade 23 unbekannt, allerdings zeigt das interne Verbandsabzeichen der Stabskompanie einen dreigliedrigen Wappenschild mit den bayrischen Farben weiß und blau, dem Panther, Wappentier der Stadt Bad Reichenhall sowie das Edelweiß auf grünem Grund, also der Waffenfarbe der Infanterie. Die rote Umrandung des Wappens deutet wie bei allen anderen Brigaden des Heeres darauf hin, dass es sich um die zweite Brigade der ehemaligen 1. Gebirgsdivision handelt.

## Gliederung

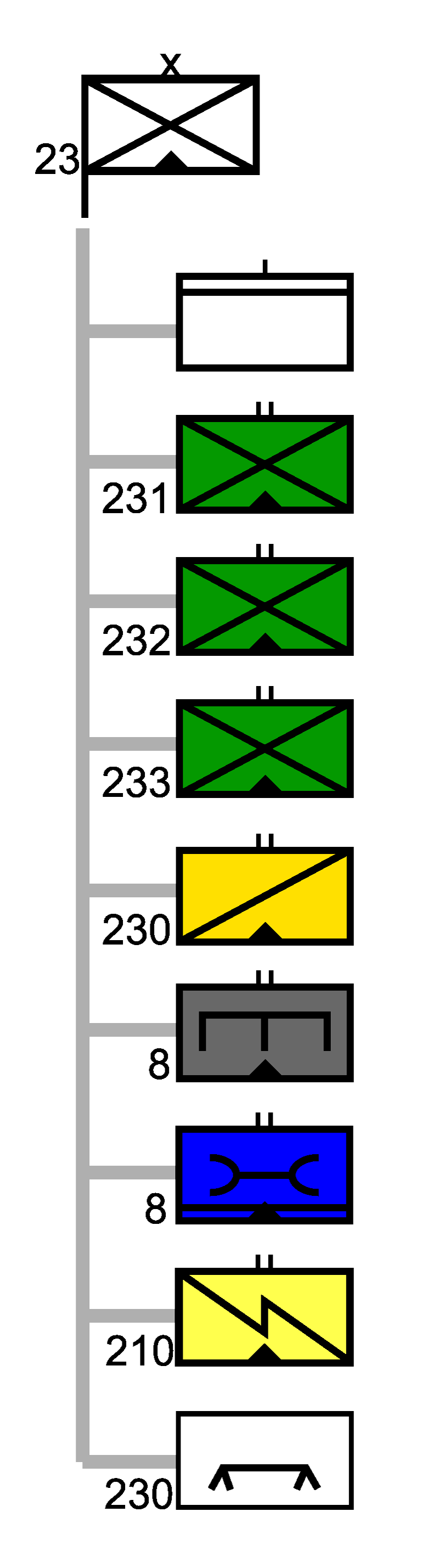
Gliederung bis März 2024

Die Brigade gliedert sich in:
- Stabs-/Fernmeldekompanie Gebirgsjägerbrigade 23, Bad Reichenhall
- Gebirgsjägerbataillon 231, Bad Reichenhall
- Gebirgsjägerbataillon 232, Bischofswiesen (Jägerkaserne)
- Gebirgsjägerbataillon 233, Mittenwald
- Gebirgsaufklärungskompanie 23, Füssen
- Gebirgspionierkompanie 23, Ingolstadt
- Gebirgsversorgungskompanie 23, Bad Reichenhall
- Einsatz- und Ausbildungszentrum für Tragtierwesen 230, Bad Reichenhall

Jedes der Gebirgsjägerbataillone gliedert sich in drei Gebirgsjägerkompanien 2./ – 4./, eine 5./ Schwere Gebirgsjägerkompanie und eine 1./ Stabs- und Versorgungskompanie.

## Geschichte
Die Brigade führt ihre Traditionslinie auf das 1805 gegründete Gebirgsschützenkorps als Vorgänger der bayerischen Gebirgstruppen zurück. Aus Tradition tragen die Einheiten das dem deutschen Alpenkorps 1915 verliehene Edelweißabzeichen.
1957 (Heeresstruktur I) wurde die Kampfgruppe A8 als Vorgänger der Brigade aufgestellt. Bereits 1960 wurden erste Maultiere in einem Tragtierzug verwendet (Vorläufer der späteren Gebirgstragtierkompanie 230).
Während des Kalten Krieges war die Gebirgsjägerbrigade 23 eine der zwei Gebirgsbrigaden der damaligen 1. Gebirgsdivision, deren dritte Brigade die Panzerbrigade 24 war. Die 1. Gebirgsdivision war dem II. Korps (GE) unterstellt. 1973 wurde die Brigade umgegliedert und das Gebirgsversorgungsbataillon 236 aufgelöst. Aus seinen Kompanien wurden die Gebirgssanitätskompanie 230, Gebirgsnachschubkompanie 230, Gebirgsinstandsetzungskompanie 230, Gebirgstragtierkompanie 230 aufgestellt.
In der Heeresstruktur IV wurden der Brigade 1981 zusätzlich zu den bisherigen Gebirgsjägerbataillonen 231 und 232 die Gebirgsjägerbataillone 233 und 234 (vorher 221 und 222 der ehemaligen Gebirgsjägerbrigade 22) aus Mittenwald und die Gebirgspanzerjägerkompanie 230 mit 17 Kampfpanzern aus Landsberg/Lech unterstellt und die Gebirgssanitätskompanie 230 sowie die Gebirgsnachschubkompanie 230 aufgelöst. Letztere und die Gebirgsinstandsetzungskompanie 230 wurden zur Gebirgsversorgungskompanie 230 (GebVersKp 230) zusammengefasst.
- Stab/Stabskompanie Gebirgsjägerbrigade 23, Bad Reichenhall
  -  Gebirgsjägerbataillon 231, Bad Reichenhall (teilaktiv)
  -  Gebirgsjägerbataillon 232, Bischofswiesen
  -  Gebirgsjägerbataillon 233, Mittenwald
  -  Gebirgsjägerbataillon 234, Mittenwald
  -  Gebirgsartilleriebataillon 235, Bad Reichenhall
  -  Gebirgspanzerjägerkompanie 230, Landsberg am Lech
  -  Gebirgspionierkompanie 230, Brannenburg
  -  Gebirgsversorgungskompanie 230, Bad Reichenhall
  -  Gebirgstragtierkompanie 230, Bad Reichenhall
  -  Gebirgs-ABC-Abwehrkompanie 230, Bad Reichenhall (GerEinh)

1992 wurde das Gebirgsjägerbataillon 234 aufgelöst, das Gebirgspanzerartilleriebataillon 225 aus Füssen unterstellt, und ein Jahr später dafür das Gebirgsartilleriebataillon 235 aufgelöst. 1994 wurde Gebirgsversorgungskompanie 230 aufgelöst.
2001 wurde die 1. Gebirgsdivision inklusive der unterstellten Panzerbrigade 24 und der zur Panzergrenadierbrigade 22 umgewandelten ehemaligen Gebirgsjägerbrigade 22 aufgelöst. Die Gebirgsjägerbrigade 23 wechselte zur 10. Panzerdivision. Sie war damit der einzige verbliebene Großverband der Gebirgstruppe.
2003 wurde das Gebirgsinstandsetzungsbataillon 8 als Gebirgslogistikbataillon 8 der Gebirgsjägerbrigade 23 unterstellt. 2003 wechselte das Gebirgspionierbataillon 8 aus Brannenburg von der Pionierlehrbrigade 60 in Ingolstadt zur Gebirgsjägerbrigade 23. Am 1. Juli 2007 wurde das Gebirgspanzerartilleriebataillon 225 in das Gebirgsaufklärungsbataillon 230 umgegliedert. Die Gebirgsartillerie, die einst mit besonders leichten und auch im Hochgebirge beweglichen Feldhaubitzen, später aber wie andere Artilleriebataillone mit „regulären“ Panzerhaubitzen ausgerüstet war, war damit nicht mehr Teil der Gebirgstruppe. Das Panzeraufklärungsbataillon 5 aus der Husaren-Kaserne in Sontra wurde teilweise in das neu aufgestellte Gebirgsaufklärungsbataillon 230 eingegliedert und danach zum 30. Juni 2008 aufgelöst. Am 1. Oktober 2007 wurde das Fernmeldebataillon 210 in Gebirgsfernmeldebataillon 210 umbenannt.
Bei den Feiern zum 50-jährigen Bestehen der Brigade am 16. Juni 2008 wurde ihr der Beiname „Bayern“ verliehen.
Am 26. Oktober 2011 gab der Verteidigungsminister bekannt, dass das Gebirgsfernmeldebataillon 210 im Zuge der Neuausrichtung der Bundeswehr aufgelöst wird. Beide Brigaden der 10. Panzerdivision, die Panzerbrigade 12 (Amberg) und die Gebirgsjägerbrigade 23, wurden Ende Juni 2014 im Zuge der Neuausrichtung der Bundeswehr der Division Süd unterstellt. Das bis dahin der Gebirgsjägerbrigade unterstellte nicht aktive Pionierbataillon 905 wurde Mitte 2014 direkt der Division Süd unterstellt. Zum 30. Juni 2014 wurde mit einem Außerdienststellungsappell das Gebirgsfernmeldebataillon 210 in Bad Reichenhall aufgelöst. Wie im Rahmen der Neuausrichtung der Bundeswehr festgelegt, werden Teile des Personals und des Materials in die umbenannte Stabs-/Fernmeldekompanie GebJgBrig 23 übernommen. Das Gebirgslogistikbataillon 8 wurde etwa zeitgleich in Gebirgsversorgungsbataillon 8 umbenannt. Auch das nicht aktive Aufklärungsbataillon 911 wurde ab Juli 2014 aufgelöst.

### Unterstellungswechsel und Umgliederung ab 2023
Zum 1. April 2023 wurde die Gebirgsjägerbrigade 23 der Division Schnelle Kräfte unterstellt. Dieser Unterstellungswechsel wird einhergehen mit Anpassungen im Auftrag, in der Struktur, der Ausbildung und in der Organisation.
Am 1. April 2024 wechselte die Unterstellung des Gebirgsaufklärungsbataillons 230, des Gebirgspionierbataillons 8 und des Gebirgsversorgungsbataillon 8 von der Gebirgsjägerbrigade 23 zur 10. Panzerdivision. Gleichzeitig wurden drei selbstständige Kompanien in Dienst gestellt, die Gebirgsaufklärungskompanie 23 in Füssen, die Gebirgspionierkompanie 23 in Ingolstadt sowie die Gebirgsversorgungskompanie 23 in Bad Reichenhall. In einem weiteren Schritt sollen dann die bisherige Stabs-/Fernmeldekompanie in eine Stabskompanie und eine Fernmeldekompanie aufgeteilt und ggf. eine Gebirgssanitätskompanie zusätzlich aufgestellt werden.

### Einsätze
Soldaten und ganze Einheiten der Brigade waren und sind an zahlreichen Auslandseinsätzen der Bundeswehr beteiligt. Die Brigade stellte in den 90er Jahren das 2. Hauptkontingent des deutschen Unterstützungsverbandes für Somalia. Darauf folgten Einsätze im ehemaligen Jugoslawien. Vom November 2002 bis Mai 2003 war die Brigade der Leitverband für das 6. Einsatzkontingent der Kosovo-Friedentruppe KFOR. Im Januar 2003 ging das Gebirgsjägerbataillon 233 mit Unterstützungskräften für sieben Monate nach Afghanistan. Von Mai bis September 2005 stellte die Brigade das 11. Einsatzkontingent KFOR und das 2. Einsatzkontingent EUFOR der Operation Althea. Ende 2008 stellt die Brigade das 18. ISAF Kontingent in Afghanistan, wobei das Gebirgsjägerbataillon 232 das Panzergrenadierbataillon 212 als QRF ablöste. Anfang Januar 2010 haben Teile der Brigade (Gebirgsfernmeldebataillon 210) in den Kosovo verlegt. Dort war es als Fernmeldekompanie des Unterstützungsbataillon KFOR 25. deutsches Einsatzkontingent eingesetzt.
Im selben Jahr gingen auch knapp 2000 Soldaten der Gebirgsjägerbrigade 23 in den Einsatz nach Afghanistan. Von April bis Oktober 2010 stellte dabei das Gebirgsjägerbataillon 231 den Kern der QRF 5. Einer der Hauptaufträge dieses schnellen Einsatzverbandes war es, im Raum Baghlan die Hauptverbindungsstraßen zu sichern und die Taliban in der Region zurückzudrängen. Die „Reichenhaller Jager“ operierten dort vom sogenannten OP-North und lieferten sich bald intensive Gefechte mit den Aufständischen, wobei es ihnen gelang, die Taliban zurückzudrängen. Für seine Führungsleistung während eines vier Tage andauerndes Gefechts um einen Außenposten in Baghlan, später als „Schlacht um Shahabuddin“ bezeichnet, erhielt der damalige Kommandeur des Gebirgsjägerbataillons 231, Oberstleutnant Jared Sembritzki, das Ehrenkreuz der Bundeswehr für Tapferkeit verliehen. Im Oktober 2010 wurden die „Reichenhaller Jager“ vom Gebirgsjägerbataillon 232 abgelöst. Während der anschließenden Operation Jadid gelang es den Gebirgsjägern weitere Gebiete in Baghlan von den Taliban zu befreien. Bereits 2013 verlegten wieder Soldaten der Gebirgsjägerbrigade 23 in den ISAF-Einsatz nach Afghanistan. Hierbei sicherten die Gebirgsjäger den Rückbau des OP-North und den Abzug der Bundeswehr aus Baghlan. Anschließend waren die Gebirgsjäger als Northern Reaction Unit (NRU) und damit als mobile Reserve für den Kommandeur des Regional Command North eingesetzt. Die Soldaten des Gebirgsjägerbataillons 232 nutzten währenddessen als erste Bundeswehrsoldaten das neue IDZ-ES im Einsatz.
Im Jahr 2016 stellte die Brigade Kräfte für EUTM Mali, MINUSMA, die Ausbildungsunterstützung im Irak und Enhanced Forward Presence im Baltikum. Bei MINUSMA im 4. Einsatzkontingent insbesondere aus dem Gebirgsaufklärungsbataillon 230 (gemischte Aufklärungskompanie), der 2. Kompanie des Gebirgsjägerbataillons 231 (QRF-Zug) und dem Gebirgsversorgungsbataillon 8 (Unterstützungskompanie). Die Masse des 5. Kontingents wurde von der 4. Kompanie des Gebirgsjägerbataillons 233 gestellt.
Von April 2019 bis Januar 2020 stellte die Brigade wiederum den Großteil der deutschen Kräfte bei MINUSMA. Leitverband des 10. Einsatzkontingents war das Gebirgsjägerbataillon 232 aus Berchtesgaden unter Führung von Bataillonskommandeur Oberstleutnant Martin Sonnenberger. Weitere Teile wurden vom Gebirgsaufklärungsbataillon 230 sowie vom Gebirgsversorgungsbataillon 8 (beide in Füssen) gestellt. Das 12. Einsatzkontingent wurde ab September 2019 im Schwerpunkt von der 2. Kompanie des Gebirgsjägerbataillons 233 aus Mittenwald gestellt.
Die Brigade stellt ab September 2020 im Schwerpunkt das 15. Einsatzkontingent MINUSMA, Leitverband ist wiederum das Gebirgsjägerbataillon 231. Ein Großteil der Kräfte entstammen der 4. Kompanie.
Die Gebirgsjägerbrigade 23 beendete den MINUSMA-Einsatz der Bundeswehr als letztes deutsches Einsatzkontingent von August bis Dezember 2023. Leitverband war das Gebirgsjägerbataillon 232 aus Bischofswiesen, wobei im Schwerpunkt Kräfte der 3. Kompanie eingesetzt waren. Im Juni 2024 waren Teile der Brigade beim Hochwasser in Süddeutschland in der Katastrophenhilfe eingesetzt.

### Ehemalige Einheiten
- Gebirgspionierkompanie 230, Brannenburg; 18. März 1994 außer Dienst gestellt.[18]
- Gebirgspanzerjägerkompanie 230, Landsberg am Lech; 1. März 1997 außer Dienst gestellt.
- Gebirgsfernmeldebataillon 210, Bad Reichenhall (bis 2010 Ulm); 30. Juni 2014 außer Dienst gestellt.[8]
- Gebirgsaufklärungsbataillon 230; zum 1. April 2024 an die 10. Panzerdivision übergeben
- Gebirgspionierbataillon 8; zum 1. April 2024 an die 10. Panzerdivision übergeben
- Gebirgsversorgungsbataillon 8; zum 1. April 2024 an die 10. Panzerdivision übergeben

### Ehemalige interne Verbandsabzeichen

Ehemaliges GebJgBtl 234
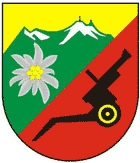
Ehemaliges GebPzArtBtl 225
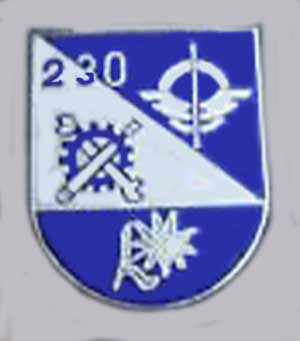
Ehemalige GebVersKp 230

## Kommandeure
Folgende Kommandeure führten die Brigade (Dienstgrad bei Kommandoübernahme):
| Nr. | Name                        | von                | bis                |
| --- | --------------------------- | ------------------ | ------------------ |
| 25  | Oberst Holger Peterat       | 4. September 2024  | laufend            |
| 24  | Oberst Michael Bender       | 23. September 2022 | 4. September 2024  |
| 23  | Oberst Maik Keller          | 23. April 2020     | 23. September 2022 |
| 22  | Oberst Jared Sembritzki     | 1. Juni 2017       | 23. April 2020     |
| 21  | Oberst Alexander Sollfrank  | 29. Januar 2015    | 1. Juni 2017       |
| 20  | Oberst Michael Matz         | 16. Mai 2012       | 29. Januar 2015    |
| 19  | Oberst Johann Langenegger   | 15. Mai 2009       | 16. Mai 2012       |
| 18  | Oberst Erich Pfeffer        | Mai 2006           | 15. Mai 2009       |
| 17  | Oberst Norbert Stier        | 29. März 2004      | April 2006         |
| 16  | Oberst Markus Bentler       | 2001               | 29. März 2004      |
| 15  | Oberst Johann Berger        | 1998               | 2001               |
| 14  | Oberst Wolf-Dieter Löser    | 1. Oktober 1995    | 1997               |
| 13  | Oberst Holger Kammerhoff    | 5. Februar 1992    | 30. September 1995 |
| 12  | Oberst Jörg Sendele         | 1. Oktober 1991    | November 1991      |
| 11  | Oberst Helmut Neubauer      | 1. Oktober 1988    | 30. September 1991 |
| 10  | Oberst Klaus Reinhardt      | 1. Oktober 1986    | 30. September 1988 |
| 9   | Brigadegeneral Franz Werner | 1. Oktober 1983    | 30. September 1986 |
| 8   | Oberst Bernd Klug           | 1. Oktober 1981    | 30. September 1983 |
| 7   | Oberst Kurt Barthel         | 1. April 1979      | 30. September 1981 |
| 6   | Oberst Horst Netzler        | 1976               | 30. März 1979      |
| 5   | Oberst Hanns Vogl           | 1. Oktober 1974    | 31. März 1976      |
| 4   | Oberst Peter Griessler      | 1. April 1971      | 30. September 1974 |
| 3   | Brigadegeneral Ernst Metz   | 1965               | 31. März 1971      |
| 2   | Oberst Franz Pöschl         | 1961               | 1965               |
| 1   | Oberst Anton Lorch          | 1957               | 1961               |